# Gérard de Vaucouleurs
Pour les articles homonymes, voir Vaucouleurs.
Gérard Henri de Vaucouleurs, né le 25 avril 1918 à Paris et mort le 7 octobre 1995 à Austin, Texas, est un astronome franco-américain.

## Biographie
Il s'intéresse très tôt à l'astronomie en tant qu'amateur et, à la suite de l'acquisition d'un télescope offert par sa mère avant ses quinze ans, il entre en contact avec la Société astronomique de France à qui il présente divers photos et dessins. Il participe à l'équipe dirigée par Reysa Bernson pour animer le premier planetarium de France en 1937. Il commence ses études supérieures en 1936 à la faculté des sciences de Paris, où il étudie l'astronomie, la physique, les mathématiques, l'optique, la photographie et la spectroscopie et obtient une licence en 1939.
Puis il prend part au conflit franco-allemand de la Seconde Guerre mondiale en servant près d'un an et demi dans l'armée avant la capitulation de la France.
À partir de 1943, il reprend ses recherches en astronomie à Paris, notamment à l'Institut d'astrophysique. Il se marie le 31 octobre 1944 avec l'astrophysicienne Antoinette Piéra (1921-1987). En 1949 il soutient sa thèse de doctorat sur la diffusion moléculaire (diffusion Rayleigh) et dépolarisation de la lumière dans les liquides et gaz'.
Parlant couramment anglais, il passe les années 1949-1951 en Angleterre, puis en Australie de 1951 à 1957, à l'observatoire du Mont Stromlo. En 1960, il est engagé par l'université du Texas à Austin (États-Unis), où il passe le reste de sa carrière.
Il rajoute une quatrième classe à la séquence de Hubble, Sd (SBd), et travaille sur la loi de Hubble-Lemaître et la constante de Hubble. On lui doit en particulier l'élaboration d'une classification des galaxies plus complète que celle d'Edwin Hubble ainsi que le profil de brillance de surface des galaxies elliptiques, la loi de Vaucouleurs.
Il se spécialise dans l'étude des galaxies (galaxie de Seyfert, galaxie naine de la Machine pneumatique, Superamas local), et est le coauteur du Third Reference Catalogue of Bright Galaxies (Troisième catalogue de référence des galaxies brillantes).

## Distinctions et récompenses
- 1988 : Henry Norris Russell Lectureship attribué par l'American Astronomical Society
- 1988 : Prix Jules-Janssen attribué par la Société Astronomique de France

## Publications

### Ouvrages
- (en)Third Reference Catalogue of Bright Galaxies: Volume 1, 1991 avec Antoinette de Vaucouleurs, Harold G.Jr. Corwin, Ronald J. Buta, Georges Paturel, Pascal Fouque
- (en) Advanced Series in Astrophysics and Cosmology vol 4 - Gerard and Antoinette De Vaucouleurs: A Life for Astronomy, 1989 (World Scientific Publishing Company)
- Physique de la planète Mars; introduction à l'aréophysique  (Traduit en anglais sous le titre Physics of the planet Mars, Faber & Faber, 1954), Paris, Albin Michel, coll. « Sciences d'aujourd'hui », 1951
- Gérard de Vaucouleurs, Jean Dragesco, Pierre Selme, Henriette Faraggi et Héliodore Tellez-Plasencia, Manuel de photographie scientifique, Editions de la "Revue d'Optique", 1956, 391 p.
- La photographie astronomique, du daguerréotype au télescope électronique  (Traduit en anglais sous le titre Astronomical photography: from the daguerreotype to the electron camera, Macmillan, 1961), Paris, Albin Michel, coll. « Cahiers de la collection sciences d'aujourd'hui », 1958

### Articles
- La conquête de l'énergie atomique - Actualités scientifiques et industrielles no 1000, Hermann & Cie - 1946
- La Planète Mars - Atomes no 23- février 1948
- L'espace vide est-il un mythe ? I. La matière interstellaire. - La Nature no 3228 - avril 1954
- L'espace vide est-il un mythe ? II. La matière intergalactique. - La Nature no 3229 - mai 1954
- Les nuages de Magellan - La Nature no 3253 - mai 1956 et no 3254 - juin 1956